# Halleluja, till Herrens ära sjung
Halleluja, till Herrens ära sjung är en psalm med text av George Herbert och musiken är skriven 1964 av Erik Routley. Texten översattes till svenska 1987 av Gun-Britt Holgersson.

## Publicerad i
- Segertoner 1988 som nr 327 under rubriken "Lovsång och tillbedjan".[1]